# John Taylor (rugby à XV)
Pour les articles homonymes, voir John Taylor et Taylor.
Pas d'image ? Cliquez ici

a Compétitions nationales et continentales officielles uniquement.

b Matchs officiels uniquement.
John Taylor, né le 21 juillet 1945 à Watford, est un joueur de rugby à XV qui a joué avec le pays de Galles de 1967 à 1973 au poste de troisième ligne aile.

## Carrière
John Taylor dispute son premier test match le 4 février 1967 contre l'Écosse et son dernier contre la France le 24 mars 1973. Il est nommé une fois capitaine de l'équipe nationale. Chose peu commune pour un avant, il tente et réussit deux pénalités pour le pays de Galles : une lors du Tournoi des Cinq Nations 1971, contre l'Ecosse, une autre en 1973 contre l'Angleterre, dans ce même tournoi. Taylor dispute également vingt matches (dont quatre test) avec les Lions britanniques en 1968 (Afrique du Sud) et en 1971 (Nouvelle-Zélande). Il joue avec le club des London Welsh dont il est le capitaine de 1972 à 1974[réf. nécessaire].

## Palmarès
- Vainqueur de quatre Tournois des Cinq Nations (1969, 1970, 1971 et 1973 dont le Grand Chelem de 1971).

## Statistiques en équipe nationale
- 26 sélections
- 25 points (4 essais, 3 transformations, 2 pénalités)
- Sélections par année : 5 en 1967, 2 en 1968, 6 en 1969, 1 en 1970, 4 en 1971, 4 en 1972, 5 en 1973
- Sept Tournois des Cinq Nations disputés : 1967, 1968, 1969, 1970, 1971, 1972, 1973.